# Gülnaz Karataş
Gülnaz Karataş, també coneguda pel nom de guerra «Berîtan», (Solhan, província de Bingöl, 1971 - 25 d'octubre de 1992) fou una guerrillera kurda, membre del Partit dels Treballadors del Kurdistan (PKK).
Nascuda a una família de kurds alevis de Dersim, cursà estudis primaris i secundaris a Elâzığ. L'any 1989 començà a estudiar a la facultat d'Economia de la Universitat d'Istanbul. Se sap que fins 1990 no fou conscient de la seva identitat kurda. Aquell mateix any aconseguí posar-se en contacte amb les xarxes del Partit dels Treballadors del Kurdistan (PKK) i fou arrestada, però poc després alliberada al 1991. El 9 maig 1991 ingressà al PKK a les Muntanyes de Cudi, a la província de Şırnak. L'any 1992 fou enviada com a dirigent d'un petit grup a Şemdinli. El 25 d'octubre de 1992 morí en combat contra el Peixmerga, al Kurdistan iraquià, quan es varen aliar amb l'exèrcit turc. El comandant adversari del Peixmerga l'advertí que es rendís però la llegenda narra que s'hi negà lluitant fins a l'última bala i es precipità per un penya-segat quan s'ordenà el seu arrest. Esdevingué una figura icònica a la història del PKK, havent-se creat moltes cançons i nadons anomenats en honor seu. Halil Uysal produí una pel·lícula sobre la seva vida l'any 2006. Les seves restes foren trobades l'any 2005 i transportades a una àrea controlada pel PKK, on fou enterrada.